# JS 사미다레 (DD-106)
JS 사미다레 (DD-106)(JS Samidare, DD-106)는 해상자위대의 1994년도 무라사메급 구축함 제6번함이다.

## 대해적 작전
일본 의회는 "해적행위 처벌 및 해적행위 대처에 관한 법률안"을 통과시켰으며, 2009년 3월 14일, 히로시마현 구레 기지의 해상자위대 제8호위대 소속의 사미다레와 사자나미 2척의 호위함을 소말리아에 파견하였다.